# Sofía de Edimburgo
Sofía, duquesa de Edimburgo (Sophie Helen Rhys-Jones; Oxford, 20 de enero de 1965) es la duquesa de Edimburgo y la esposa del príncipe Eduardo, duque de Edimburgo. Contrajo matrimonio con el príncipe en junio de 1999, y tienen dos hijos: Luisa Mountbatten Windsor y Jacobo Mountbatten-Windsor, conde de Wessex. Por matrimonio es también cuñada del actual rey Carlos III del Reino Unido.

## Biografía

### Primeros años de vida
Sophie Helen Rhys-Jones nació en el Hospital John Radcliffe, Oxford, el 20 de enero de 1965; hija de Christopher Bournes Rhys-Jones, vendedor de automóviles y de Mary O'Sullivan, de nacionalidad irlandesa y secretaria de profesión (fallecida en 2005).  Sophie tiene un hermano mayor, llamado David Rhys-Jones.
Su segundo nombre, Helen, le fue puesto en honor a una hermana de su padre, que falleció en accidente de tráfico en 1960. Su padrino de bautismo fue el actor, bailarín y profesor de arte dramático Thane Bettany, padre del actor Paul Bettany.

### Educación
Con pocos años, su familia se mudó a Kent, donde ella cursó sus estudios primarios y secundarios para luego matricularse en el West End College en donde hizo secretariado.

### Carrera profesional
Sophie Rhys-Jones desarrolló su carrera profesional en el campo de las Relaciones Públicas, trabajando para una variedad de firmas, incluyendo cuatro años en la emisora de radio Capital London donde fue asignada al departamento de prensa y promociones, así como a las empresas de relaciones públicas The Quentin Bell Organization y MacLaurin Communications & Media. En 1996 Sophie fundó junto con su socio Murray Harkin, su propia agencia de Relaciones Públicas, RJH Public Relations, aunque tuvo que dejarla poco después de entrar a formar parte de la Familia real británica. Los medios de comunicación la acusaron de utilizar su popularidad y posición en beneficio de su negocio.
Trabajó como representante de esquí en Suiza y pasó un año viajando y trabajando en Australia.

## Matrimonio y descendencia

### Noviazgo y compromiso
La pareja se conoció en 1993 durante un partido de tenis benéfico. La casa real británica anunció su compromiso matrimonial el 6 de enero de 1999, tras seis años de relación.

### Matrimonio
El 19 de junio de 1999 contrajo matrimonio con el príncipe Eduardo en la Capilla de San Jorge del Castillo de Windsor, en contra de la tradición de la realeza británica de celebrar sus enlaces en la abadía de Westminster o la catedral de San Pablo, de acuerdo al deseo de los esposos de tener una boda de bajo perfil. El día de la boda, la reina Isabel le otorgó a su hijo los títulos de Conde de Wessex y Vizconde Severn, este último en atención a los orígenes galeses de la familia de Sophie.

### Descendencia
En diciembre de 2001,  fue trasladada al hospital King Edward VII después de sentirse mal. Se descubrió que estaba sufriendo un embarazo ectópico y hubo que extraer el feto.
En mayo de 2003 la casa real anunció que estaba embarazada por primera vez. Ella llegó al hospital en ambulancia desde su hogar, en Bagshot Park en Surrey. La primera hija de la pareja, Lady Luisa Windsor, nació en noviembre de 2003 de manera prematura como resultado de un desprendimiento prematuro de placenta que puso en riesgo tanto a la madre como al bebé, y la condesa tuvo que someterse a una césarea de emergencia.
En julio de 2007 la casa real anunció que estaba embarazada por segunda vez a los 42 años. Jacobo Windsor nació en diciembre de 2007 por césarea.
- Luisa Mountbatten-Windsor, nacida el 8 de noviembre de 2003.
- Jacobo Mountbatten-Windsor, nacido el 17 de diciembre de 2007.

## Obligaciones reales

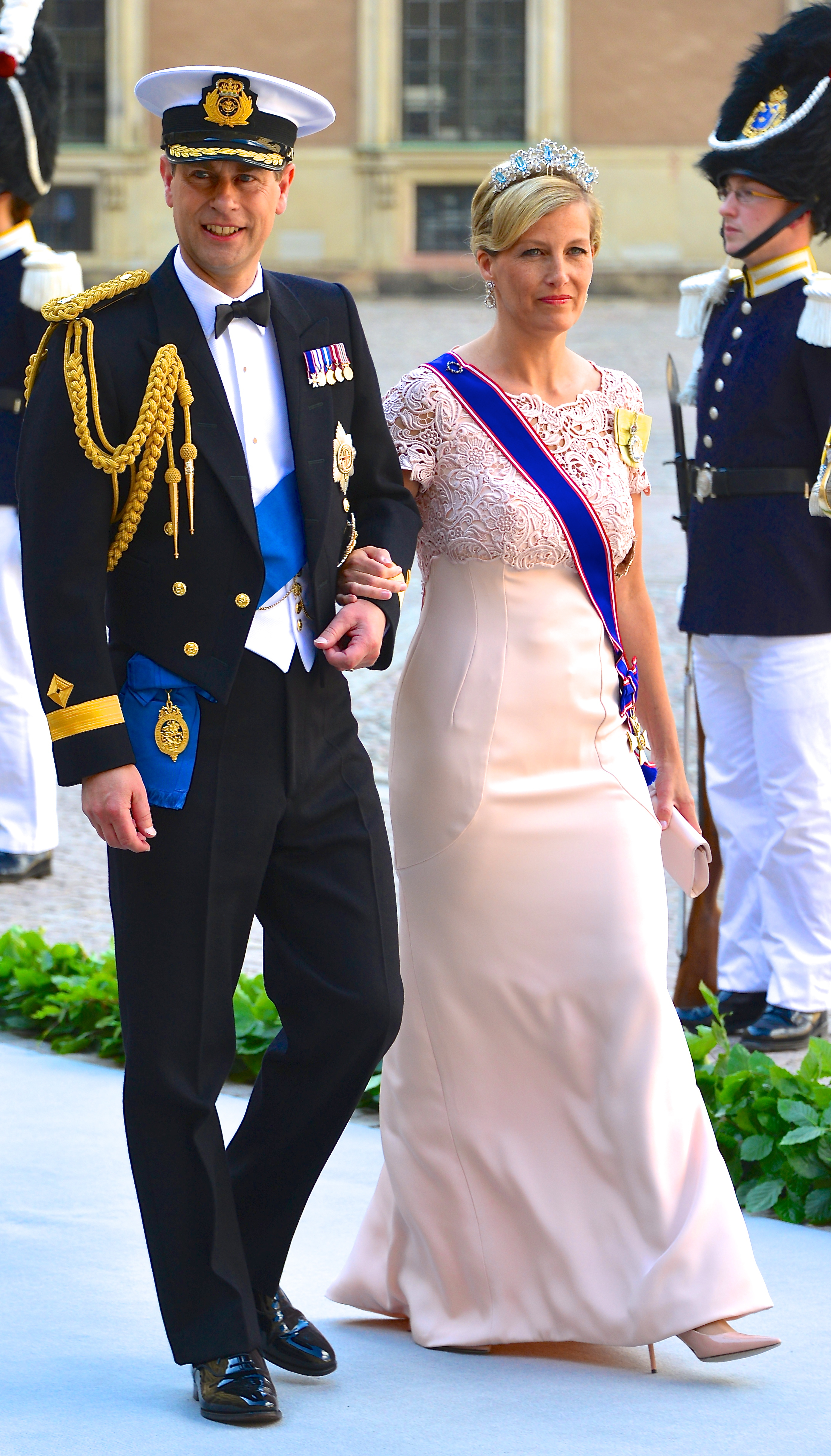
El príncipe Eduardo y Sofía de Wessex en la boda de la princesa Magdalena de Suecia en 2013.

En el año 2000 realizó el primer viaje oficial como Condesa de Wessex al extranjero después de su matrimonio fue a la provincia canadiense de la Isla del Príncipe Eduardo.
En abril de 2001 el tabloide británico News of the World recogió unas conversaciones que la condesa había mantenido con un periodista disfrazado de jeque árabe en la que vertió críticas sobre algunos miembros del ejecutivo británico  Tony Blair, e hizo algunos comentarios sobre ciertos miembros de la familia real. Este incidente, que se vio como un escándalo dadas las repercusiones, dañó la imagen pública de los condes.
En el 2002, Sophie cerró sus intereses comerciales y comenzó a trabajar a tiempo completo como miembro de la familia real.
El 18 y 19 de junio de 2010  el conde y la condesa de Wessex viajaron a Suecia para asistir a la boda de Victoria, princesa heredera de Suecia y Daniel Westling.
En diciembre de 2011, se unió a su esposo para visitar tropas en Afganistán.
En febrero y marzo de 2012, el conde y la condesa visitaron el Caribe para el Jubileo de diamante, visitando Santa Lucía, Barbados, San Vicente y las Granadinas, Granada, Trinidad y Tobago, Montserrat, San Cristóbal y Nieves, Anguila y Antigua y Barbuda. Los aspectos más destacados de la gira incluyeron celebraciones del 50 aniversario del día de la Independencia en Santa Lucía un discurso conjunto de ambas cámaras del Parlamento de Barbados y una visita a los sitios afectados por las recientes erupciones volcánicas en Montserrat. En junio de 2012, como parte de las celebraciones del Jubileo de diamante de la reina, el conde y la condesa de Wessex, representaron a la Reina durante una gira de tres días a Gibraltar. La pareja asistió a un desfile de cumpleaños de la reina y recorrió Main Street, en el casco histórico. 
En el 2013, la pareja visitó Sudáfrica. Más tarde ese año, la condesa hizo viajes en solitario a India y Catar como patrocinadora de la organización benéfica Orbis UK. El 8 de junio de 2013, el conde y la condesa de Wessex asistieron a la boda de la Princesa Magdalena, duquesa de Hälsingland y Gästrikland y Christopher O'Neill representando a la reina Isabel II del Reino Unido.
El 3 de marzo de 2014, la Reina aprobó el título de "Orquesta de Cuerdas de la Condesa de Wessex" para la nueva Orquesta de Cuerdas del Ejército en reconocimiento a la coronel en jefe del Cuerpo de Música del Ejército. En noviembre de 2014, la condesa estuvo en Zambia en representación de la reina en el funeral de Estado del difunto Presidente de Zambia, Michael Sata. 
El 26 de marzo de 2015, asistió al entierro de Ricardo III de Inglaterra en la catedral de Leicester. En mayo de 2015, la condesa representó a la reina en las celebraciones del 70.º aniversario con motivo del Día de la Liberación de las Islas del Canal. La condesa entregó un mensaje de la reina, quien rindió homenaje a la continua lealtad y lealtad de la isla a la Corona. La condesa visitó Canadá y Estados Unidos en noviembre de 2015. Mientras estaba en Toronto, cruzó la ciudad, haciendo paradas en el Royal Agricultural Winter Fair y el Toronto General Hospital y el Toronto Western Hospital, del cual es patrocinadora. Luego, Sophie viajó a la ciudad de Nueva York y realizó una emotiva visita al National September 11 Memorial & Museum. La condesa también hizo una aparición en un servicio del Día de los Veteranos en el Jardín del 11 de septiembre de la reina Isabel II del Reino Unido que se inauguró en conmemoración de las 67 víctimas británicas del ataque. Más tarde, la condesa asistió a la cena de gala de las 100 mujeres en fondos de cobertura en Manhattan.
El conde y la condesa de Wessex realizaron una gira por Canadá en junio de 2016, visitando Ontario, Saskatchewan, Manitoba y Alberta. La pareja visitó una variedad de lugares en Regina y sus alrededores, Saskatchewan antes de asistir a la gala del 50 aniversario del Globe Theatre.
En marzo de 2017, se embarcó en una visita de 4 días a Malaui como vicepatrona de Jubileo de Diamante de Isabel II Trust, visitando programas para poner fin a la ceguera evitable y defender a los líderes jóvenes. El 9 de mayo de 2017, la condesa asistió a las celebraciones del 80 cumpleaños del rey Harald V de Noruega y la reina Sonja Haraldsen en nombre de la familia real. En octubre de 2017 el conde y la condesa de Wessex representaron a la reina en las Celebraciones del 50 aniversario de la adhesión del Sultán de Brunéi Muda Hassanal Bolkiah. El 30 de noviembre de 2017, visitó la unidad de formación y fabricación de moda Making for Change, una unidad de formación y fabricación de moda establecida por el Ministerio de Justicia del Reino Unido y el London College of Fashion en HM Prison Downview como patrocinadora del London College of Fashion durante su visita, la condesa se reunió con el personal y los presos, incluidas las reclusas, y entregó certificados a los participantes como parte de su programa de capacitación.
En febrero de 2018, junto a su marido, visitó Sri Lanka para celebrar el 70 aniversario de la independencia, las relaciones entre Sri Lanka y el Reino Unido, la Mancomunidad de Naciones, la educación y los jóvenes. En octubre de 2018, también realizaron una gira por los Países bálticos.
En marzo de 2019, viajó a la ciudad de Nueva York para asistir a la 63 sesión de la Comisión de la Condición Jurídica y Social de la Mujer de las Naciones Unidas. El evento anual reunió a más de 9.000 representantes de igualdad de género de todo el mundo. La CSW es "el principal organismo intergubernamental mundial dedicado exclusivamente a la promoción de la igualdad de género y el empoderamiento de la mujer". Del 29 de abril al 3 de mayo de 2019, la condesa, vicepresidenta del Jubileo de Diamante de Isabel II Trust, visitó la India en su última gira por el extranjero como vicepresidenta. En octubre de 2019, visitó la provincia autónoma serbia de Kosovo y Metohija para reunirse con las víctimas de la violencia sexual después de la guerra de Kosovo y sus familias. 
En marzo de 2020, Sofía se convirtió en el primer miembro de la familia real en visitar Sudán del Sur. Durante la visita, que fue solicitada por el Ministerio de Relaciones Exteriores y de la Mancomunidad de Naciones, la condesa de Wessex se reunió con víctimas y sobrevivientes de violencia de género y promovió sus derechos reuniéndose con las líderes políticas del país.
Actualmente la imagen pública de los duques de Edimburgo es positiva, gracias a la creciente cantidad de compromisos a los que acuden.

## Organizaciones que apoya

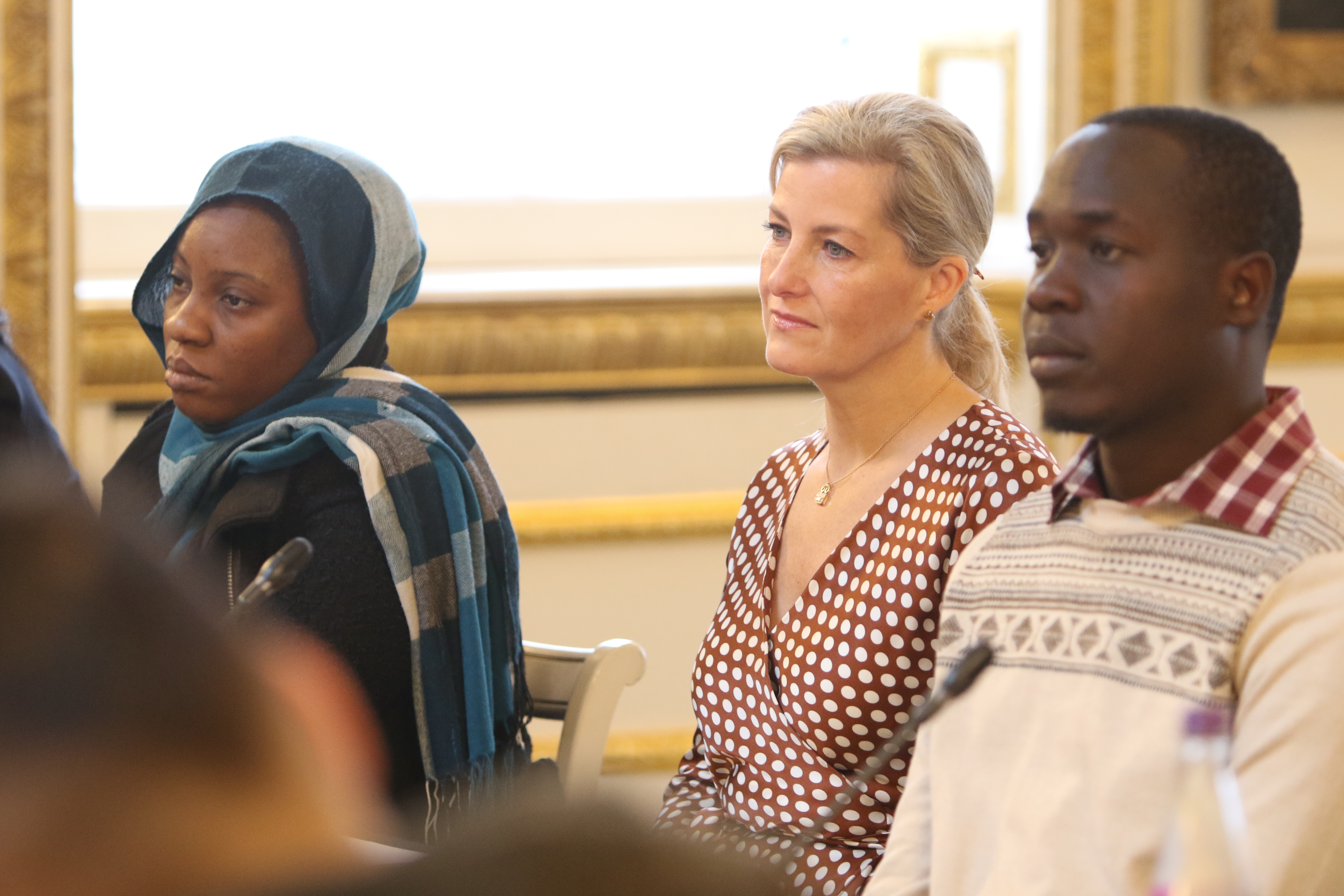
Sofía de Wessex en una reunión con jóvenes cineastas antes del Festival de Cine Preventing Sexual Violence in Conflict en Londres el 22 de noviembre de 2018.

La duquesa de Edimburgo es patrona y embajadora de las siguientes organizaciones alrededor del mundo:
Como miembro pleno de la familia real, parte de su enfoque son las organizaciones benéficas que se ocupan de las dificultades de comunicación, incluido el Hospital General de Southampton y el New Haven Trust en Toronto, un centro de aprendizaje para niños con autismo.
En el 2000, se convirtió en la patrona de varias organizaciones, entre ellas Foundation of Light, que desarrolla programas educativos y comunitarios en el norte de Inglaterra, basados en el fútbol.
Conmovida por la muerte de su amiga Jill Dando en 1999, la condesa se convirtió en fideicomisaria del University College de Londres Jill Dando Institute, un instituto de ciencia criminal establecido en su nombre en 2001.
En el 2003, se convirtió en patrona de Tomorrow's People Trust, que ayuda a los desfavorecidos a encontrar trabajo, vivienda y un lugar en la sociedad. En el 2003, se convirtió en patrona de Royal College of Speech and Language Therapists. En el 2003, estableció el Grupo de Mujeres Empresarias para apoyar el Premio Duque de Edimburgo y llegar a más jóvenes para ayudarlos a desarrollar habilidades que pueden transformar su futuro. En el 2003, se convirtió en la presidenta del Brainwave Center, una organización benéfica que brinda terapia para niños con retraso en el desarrollo. En febrero de 2003, se convirtió en la patrona y embajadora de Meningitis Now, una organización benéfica que apoya a los pacientes con meningitis y crea conciencia sobre la enfermedad. En febrero de 2003, se convirtió en la patrona de The Scar Free Foundation, una organización benéfica de investigación médica que coordina fondos para la curación de heridas, quemaduras y la investigación de hendiduras. En junio de 2003, se convirtió en la patrona del Greater London Fund for the Blind, que recauda fondos para organizaciones benéficas más pequeñas para personas con discapacidad visual en Londres. En agosto de 2003, recibió el patrocinio de la Sociedad Nacional de Autistas, heredado de su cuñada Ana, princesa real.
En el 2005, se convirtió en la patrona de Childline, una organización a la que estuvo asociada durante muchos años.
En septiembre de 2006, fue nombrada miembro honorario del Royal College of Obstetricians and Gynaecologists.
Es una entusiasta defensora de la agricultura y la producción de alimentos y ocupó el cargo de presidenta de exposiciones de Royal Bath y West Show en 2010 antes de convertirse en vicepresidenta en 2011. 
La duquesa es la patrona de la Asociación de organizaciones de espectáculos y agrícolas y es la patrona de la Sociedad Agrícola de la Unión Fronteriza desde su bicentenario en 2012.
En el 2013, la duquesa se convirtió en la patrona del London College of Fashion. En junio de 2013, fue nombrada embajadora mundial de la Fundación del Premio Internacional del Duque de Edimburgo, un organismo coordinador de organizaciones que gestionan el Premio del Duque de Edimburgo en todo el mundo.
En junio de 2014, fue nombrada patrona de la Fundación Ubunye, con sede en la Provincia Occidental del Cabo, Sudáfrica, un fideicomiso de desarrollo rural dedicado a liberar el potencial de las comunidades rurales.
En noviembre de 2015, 100 Women in Hedge Funds anunciaron que la condesa se desempeñaría como embajadora global de las iniciativas de próxima generación de 100WF.
En octubre de 2016, Linking Environment and Farming nombró a la condesa como su nueva presidenta honoraria. En noviembre de 2016, fue anunciada como embajadora oficial de Mujeres del futuro, que apoya y celebra los éxitos de las mujeres jóvenes. En diciembre de 2016, la condesa participó en el día de caridad de ICAP con el fin de recaudar fondos para Shooting Star Chase, un hospicio para niños del que es patrona. En diciembre de 2016, después de que la Reina renunció a su puesto como patrona de numerosas organizaciones benéficas, Sofía la reemplazó como patrona principal.
En febrero de 2017, fue elegida presidenta de la Asociación Agrícola del Condado de Devon.
En enero de 2018, se convirtió en la Patrona Real de la Apelación Conmemorativa de Enfermería. El llamamiento tiene como objetivo crear un monumento dedicado a las 1500 enfermeras que dieron su vida en la Primera Guerra Mundial y Segunda Guerra Mundial. La duquesa de Edimburgo es una defensora de las organizaciones benéficas que se ocupan de las discapacidades de aprendizaje, e hizo un viaje en solitario a Belfast en enero de 2018 para visitar varias organizaciones benéficas que había apoyado a través de su trabajo durante la última década, incluido el centro infantil de Mencap. También abrió la nueva unidad para personas con demencia de Northern Ireland Hospice, la primera de su tipo en el Reino Unido. En febrero de 2018, la Westmorland Agricultural Society dio la bienvenida a la entonces condesa como su presidenta. 
En enero de 2019, la condesa se convirtió en la patrona de la ambulancia aérea de Thames Valley, que le salvó la vida durante su embarazo ectópico en 2001. El 29 de enero de 2019, la condesa fue elegida presidenta del Royal Smithfield Club, que promueve la educación y el conocimiento para promover las mejores prácticas en la industria de la carne y el ganado. El 25 de abril de 2019, se anunció que la condesa, junto con su esposo, el príncipe Eduardo, conde de Wessex  y su cuñado, el príncipe Andrés, duque de York, habían sido designados vicepresidentes del Royal Windsor Horse Show anual. En mayo de 2019, asumió el patronazgo del Chartered Management Institute del duque de Edimburgo.
Desde 2023, es duquesa consorte, tras el nombramiento de su marido, el príncipe Eduardo, como duque de Edimburgo por el rey Carlos III.

## Moda y estilo

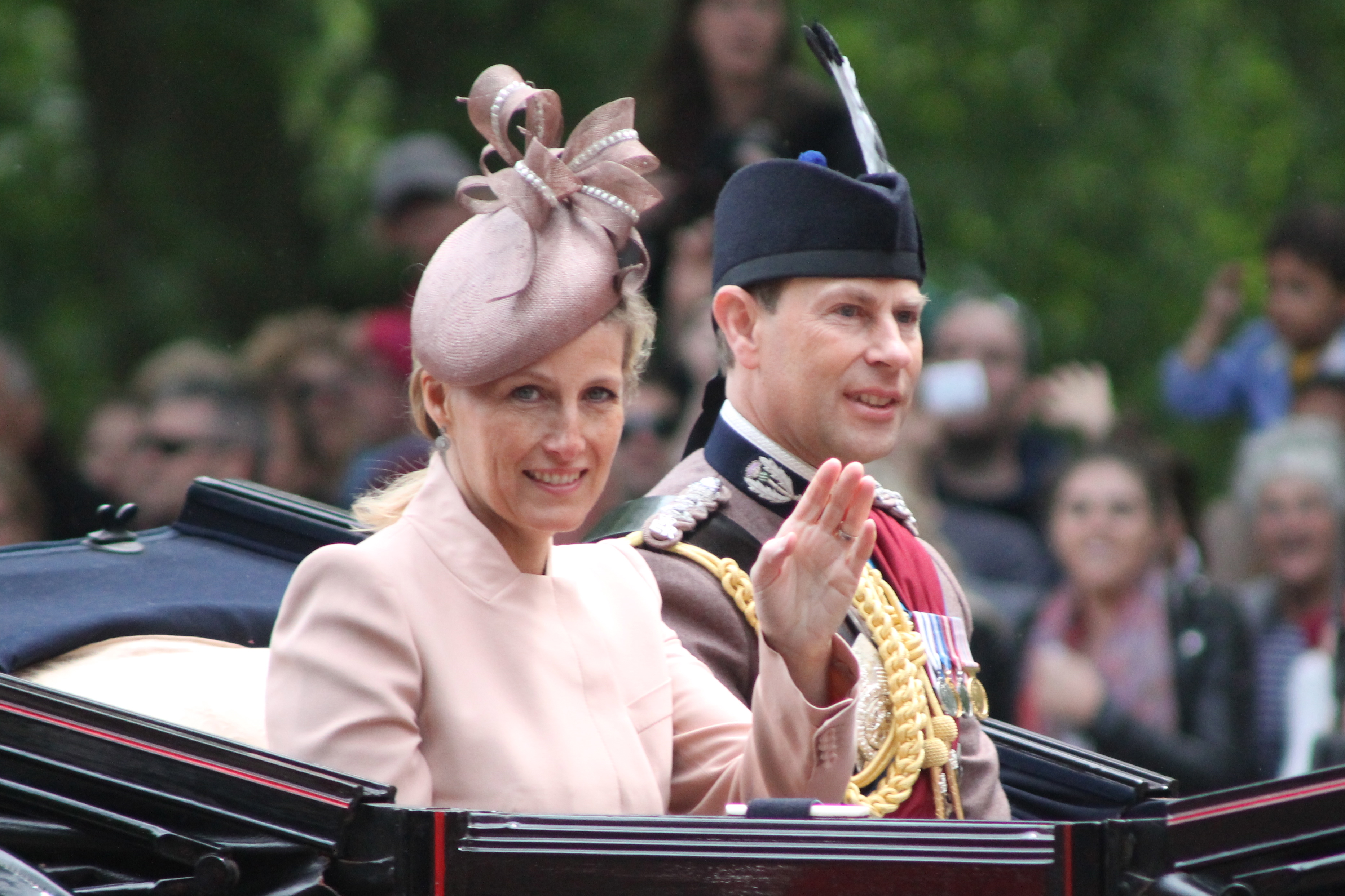
príncipe Eduardo y Sofía de Wessex en Trooping the Colour en junio de 2013.

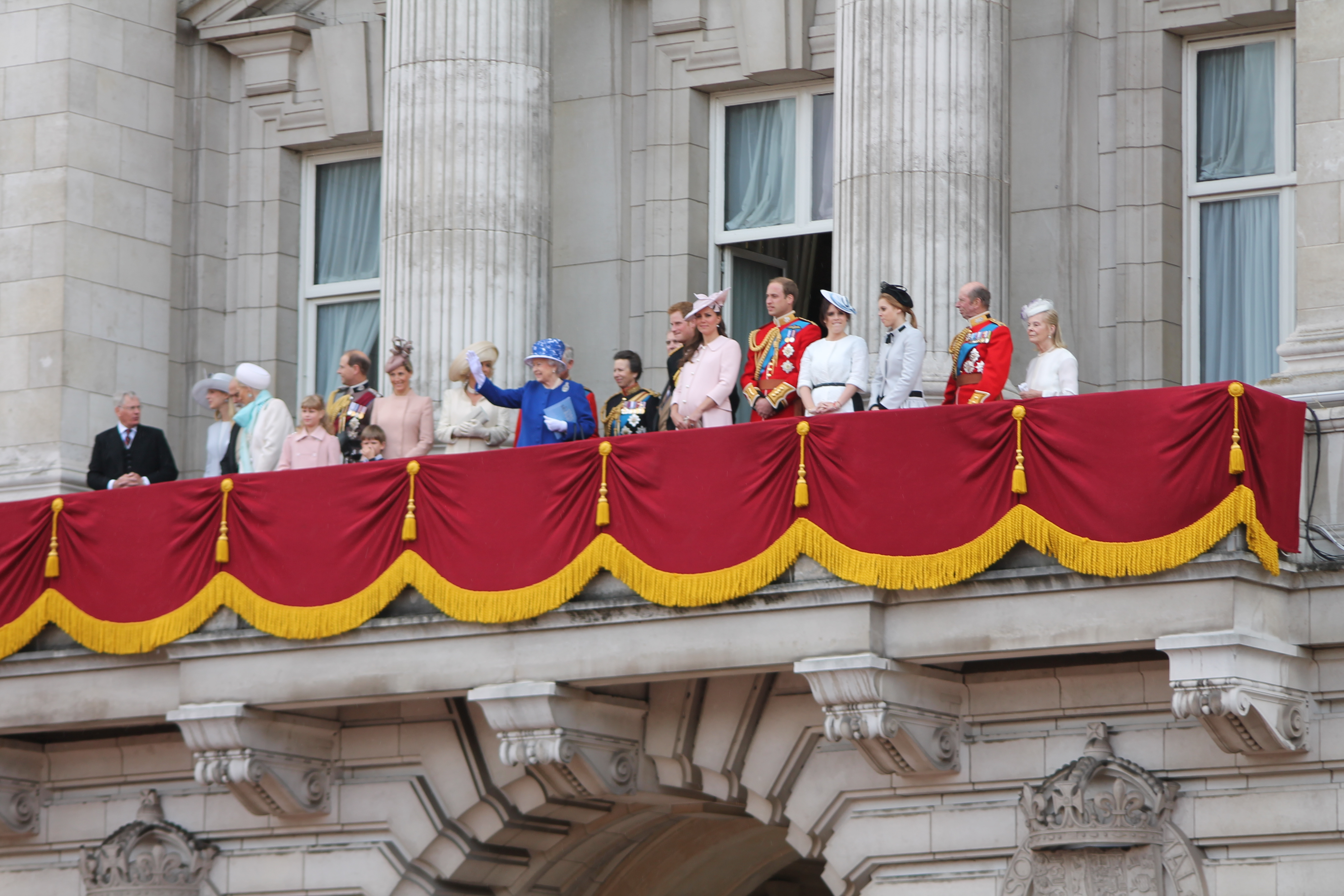
La Familia real británica saludando desde el Palacio de Buckingham junio de 2013.

Al comienzo de su relación con el príncipe Eduardo, se refirió a Sophie como "la chica de al lado" y se destacó por su exitosa carrera y antecedentes ordinarios. En los primeros años de su matrimonio, Sophie se enfrentó al escrutinio público por sus intereses comerciales y, a menudo, se la comparaba con la fallecida Diana, princesa de Gales, que había muerto dos años antes.
Desde entonces, la condesa ha sido citada como una "influencia estabilizadora" que pasa desapercibida y un "par de manos seguras". Se ha dicho que tiene un enfoque discreto para los compromisos reales y, a menudo, conduce ella misma hacia y desde los eventos. 
La condesa no fue inicialmente prominente por su moda, pero finalmente comenzó a desarrollar su propio estilo y ha usado atuendos de muchos diseñadores notables. La condesa ha usado exclusivamente diseños de sombrerería de Jane Taylor desde 2009 en numerosas ocasiones. En una entrevista para la revista Marie Claire, Taylor describió su primer encargo real: "Mi primer cliente real fue la condesa de Wessex, y fue bastante estresante. Pero ella usa ropa tan hermosa y siempre se ve tan fabulosa, por lo que es bastante fácil diseño para ella. Desde que vino a verme, nunca se ha puesto el sombrero de ningún otro sombrerero, lo cual es un gran cumplido. Estaba realmente emocionada, honrada y un poco nerviosa".
Junto a Catalina de Gales y a Meghan, duquesa de Sussex, Sophie ha sido nombrada uno de los miembros más elegantes de la familia real. La condesa es particularmente conocida por usar diferentes combinaciones de sombreros y abrigos, y prefiere los vestidos y vestidos de seda. Al describir su estilo en una entrevista con la revista Sunday Express, Sophie dijo: "Se trata de mis organizaciones benéficas, pero reconozco que estoy en exhibición. Cuando entras en una habitación, sí, la gente va a hablar sobre lo que están haciendo allí, pero también van a querer saber qué llevas puesto". También reveló que nunca ha tenido un estilista propio y que ella misma toma sus decisiones de moda.

## Títulos, tratamientos, armas y distinciones honoríficas

### Títulos y tratamientos
| ● 20 de enero de 1965-19 de junio de 1999: | Señorita Sophie Helen Rhys-Jones                                      |
| ● 19 de junio de 1999-10 de marzo de 2023: | Su alteza real la condesa de Wessex la condesa de Forfar (en Escocia) |
| ● 10 de marzo de 2023-presente:            | Su alteza real la duquesa de Edimburgo                                |

### Escudo de armas
|  | La duquesa lleva las armas de su marido partidas con las de su padre. Corona Corona de un hijo de soberano. Escudo Al igual que con las armas reales del Reino Unido, escudo cuartelado, el primero y cuarto representan Inglaterra, el segundo a Escocia, el tercero a Irlanda; el conjunto diferenciado con un lambel de tres pies de plata con la punta central cargada con una rosa Tudor; partido con un escudo partido y cortado de gules y azur con un león de oro rampante dentro de una orla de lo mismo (para Rhys-Jones). Soportes Para el lado derecho, el león llevado y utilizado como soporte por el duque de Edimburgo y para el derecho, un wyvern azul, cargado de una corona dorada compuesta de cruces patadas y flores de lis, y una cadena dorada también fijada. Lema CAS GŴR NI CHÂR Y WLAD A'I MACO (Galés: odioso el hombre que no ama el país que lo crio) Orden La banda de la Real Orden Victoriana, con la insignia de Dama Gran Cruz de la Orden. Victoria Simbolismo Antes del matrimonio, Sophie Rhys-Jones hizo que el rey de armas principal de la Jarretera, sir Peter Gwynn-Jones, rediseñara sus armas, basándose en un escudo de armas anterior de 200 años, que nunca había sido reconocido oficialmente. La nueva concesión de armas se aplicó a su padre Christopher y a su hermano mayor Theo. El blasón alude a la noble herencia galesa de su familia y a uno de sus antepasados, el guerrero Elystan Glodrydd, príncipe de Ferrig (representado por el León). Los colores rojo y azul son también los colores del Regimiento Real de Fusileros, en el que han servido miembros de su familia. Se le cita diciendo: "Es maravilloso, estoy absolutamente emocionada", "No es moderno ni diferente, porque es representativo de la herencia de mi familia, por lo que está en consonancia con eso". |

Versión anterior
|  | El escudo de armas de la princesa antes de su matrimonio mostraba el escudo de armas de su padre en forma de rombo elaborado, con la cinta azul atada que simbolizaba su estado de soltera. Después de su matrimonio el escudo se representaba sin la Real Orden Victoriana, ya que fue nombrada en 2010, pero superpuesta a la insignia de la Orden de San Juan (como DJStJ). |

### Distinciones honoríficas británicas
- Medalla Conmemorativa del Jubileo de Oro de Isabel II (06/02/2002).
- Miembro de la Real Orden Familiar de la Reina Isabel II (2004).
- Dama Gran Cruz de la Venerable Orden de San Juan (14/04/2022).
- Dama Gran Cruz de la Real Orden Victoriana (20/01/2010).
- Medalla Conmemorativa del Jubileo de Diamante de Isabel II (Reino Unido, 06/02/2012).
- Medalla de Servicio de San Juan (2017).
- Medalla de Servicio de Primera Clase de San Juan (15/09/2021).[4]
- Medalla Conmemorativa del Jubileo de Platino de Isabel II (06/02/2022).
- Medalla de la Coronación del Rey Carlos III (06/05/2023).
- Miembro de la Real Orden Familiar del Rey Carlos III (03/12/2024).

### Distinciones honoríficas extranjeras
- Medalla Conmemorativa del Centenario de Saskatchewan (Canadá, 07/06/2005).[5]
- Banda de la Orden Mexicana del Águila Azteca (Estados Unidos Mexicanos, 09/09/2015).[6]
- Medalla Conmemorativa del Jubileo de Oro del Sultán de Brunéi (Sultanato de Brunéi, 05/10/2017).[7]

## Antepasados
| \| \| \| \| \| \| \| \| \| \| \| \| \| \| \| \| \| \| \| \| 16. Theophilus Rhys-Jones \| \| \| \| \| \| \| \| \| \| \| \| \| \| \| \| \| \| \| \| \| \| \| \| \| \| \| \| \| \| \| \| \| \| \| \| \| \| \| \| \| \| \| \| \| \| \| \| \| \| \| \| \| \| 8. Theophilius Rhys-Jones \| \| \| \| \| \| \| \| \| \| \| \| \| \| \| \| \| \| \| \| \| \| \| \| \| \| \| \| \| \| \| \| \| \| \| \| \| \| \| \| \| \| \| \| \| \| \| \| \| \| \| \| \| \| 17. Emily Amelia Woods \| \| \| \| \| \| \| \| \| \| \| \| \| \| \| \| \| \| \| \| \| \| \| \| \| \| \| \| \| \| \| \| \| \| \| \| \| \| \| \| \| \| \| \| \| \| \| \| \| \| \| \| \| \| 4. Theophilius Rhys-Jones \| \| \| \| \| \| \| \| \| \| \| \| \| \| \| \| \| \| \| \| \| \| \| \| \| \| \| \| \| \| \| \| \| \| \| \| \| \| \| \| \| \| \| \| \| \| \| \| \| \| \| \| \| \| 18. George Hunter Tait \| \| \| \| \| \| \| \| \| \| \| \| \| \| \| \| \| \| \| \| \| \| \| \| \| \| \| \| \| \| \| \| \| \| \| \| \| \| \| \| \| \| \| \| \| \| \| \| \| \| \| \| \| \| 9. Sarah Margaret Tait \| \| \| \| \| \| \| \| \| \| \| \| \| \| \| \| \| \| \| \| \| \| \| \| \| \| \| \| \| \| \| \| \| \| \| \| \| \| \| \| \| \| \| \| \| \| \| \| \| \| \| \| \| \| 19. Mary Jane N. \| \| \| \| \| \| \| \| \| \| \| \| \| \| \| \| \| \| \| \| \| \| \| \| \| \| \| \| \| \| \| \| \| \| \| \| \| \| \| \| \| \| \| \| \| \| \| \| \| \| \| \| \| \| 2. Christopher Bournes Rhys-Jones \| \| \| \| \| \| \| \| \| \| \| \| \| \| \| \| \| \| \| \| \| \| \| \| \| \| \| \| \| \| \| \| \| \| \| \| \| \| \| \| \| \| \| \| \| \| \| \| \| \| \| \| \| \| 20. John Molesworth \| \| \| \| \| \| \| \| \| \| \| \| \| \| \| \| \| \| \| \| \| \| \| \| \| \| \| \| \| \| \| \| \| \| \| \| \| \| \| \| \| \| \| \| \| \| \| \| \| \| \| \| \| \| 10. Lawrence Teesdale Molesworth \| \| \| \| \| \| \| \| \| \| \| \| \| \| \| \| \| \| \| \| \| \| \| \| \| \| \| \| \| \| \| \| \| \| \| \| \| \| \| \| \| \| \| \| \| \| \| \| \| \| \| \| \| \| 21. Mary Newall \| \| \| \| \| \| \| \| \| \| \| \| \| \| \| \| \| \| \| \| \| \| \| \| \| \| \| \| \| \| \| \| \| \| \| \| \| \| \| \| \| \| \| \| \| \| \| \| \| \| \| \| \| \| 5. Margaret Patricia Newall Molesworth \| \| \| \| \| \| \| \| \| \| \| \| \| \| \| \| \| \| \| \| \| \| \| \| \| \| \| \| \| \| \| \| \| \| \| \| \| \| \| \| \| \| \| \| \| \| \| \| \| \| \| \| \| \| 22. George Smith Bournes \| \| \| \| \| \| \| \| \| \| \| \| \| \| \| \| \| \| \| \| \| \| \| \| \| \| \| \| \| \| \| \| \| \| \| \| \| \| \| \| \| \| \| \| \| \| \| \| \| \| \| \| \| \| 11. Anna Maria Caroline Wallace Bournes \| \| \| \| \| \| \| \| \| \| \| \| \| \| \| \| \| \| \| \| \| \| \| \| \| \| \| \| \| \| \| \| \| \| \| \| \| \| \| \| \| \| \| \| \| \| \| \| \| \| \| \| \| \| 23. Elizabeth Hartley Isabella Wallace \| \| \| \| \| \| \| \| \| \| \| \| \| \| \| \| \| \| \| \| \| \| \| \| \| \| \| \| \| \| \| \| \| \| \| \| \| \| \| \| \| \| \| \| \| \| \| \| \| \| \| \| \| \| 1. Sofía, duquesa de Edimburgo \| \| \| \| \| \| \| \| \| \| \| \| \| \| \| \| \| \| \| \| \| \| \| \| \| \| \| \| \| \| \| \| \| \| \| \| \| \| \| \| \| \| \| \| \| \| \| \| \| \| \| \| \| \| 24. Cornelius O'Sullivan \| \| \| \| \| \| \| \| \| \| \| \| \| \| \| \| \| \| \| \| \| \| \| \| \| \| \| \| \| \| \| \| \| \| \| \| \| \| \| \| \| \| \| \| \| \| \| \| \| \| \| \| \| \| 12. Michael O'Sullivan \| \| \| \| \| \| \| \| \| \| \| \| \| \| \| \| \| \| \| \| \| \| \| \| \| \| \| \| \| \| \| \| \| \| \| \| \| \| \| \| \| \| \| \| \| \| \| \| \| \| \| \| \| \| 25. Agnes McFeely \| \| \| \| \| \| \| \| \| \| \| \| \| \| \| \| \| \| \| \| \| \| \| \| \| \| \| \| \| \| \| \| \| \| \| \| \| \| \| \| \| \| \| \| \| \| \| \| \| \| \| \| \| \| 6. Cornelius Thomas O'Sullivan \| \| \| \| \| \| \| \| \| \| \| \| \| \| \| \| \| \| \| \| \| \| \| \| \| \| \| \| \| \| \| \| \| \| \| \| \| \| \| \| \| \| \| \| \| \| \| \| \| \| \| \| \| \| 26. Daniel O'Connor \| \| \| \| \| \| \| \| \| \| \| \| \| \| \| \| \| \| \| \| \| \| \| \| \| \| \| \| \| \| \| \| \| \| \| \| \| \| \| \| \| \| \| \| \| \| \| \| \| \| \| \| \| \| 13. Mary Ann O'Connor \| \| \| \| \| \| \| \| \| \| \| \| \| \| \| \| \| \| \| \| \| \| \| \| \| \| \| \| \| \| \| \| \| \| \| \| \| \| \| \| \| \| \| \| \| \| \| \| \| \| \| \| \| \| 27. Bridget Power \| \| \| \| \| \| \| \| \| \| \| \| \| \| \| \| \| \| \| \| \| \| \| \| \| \| \| \| \| \| \| \| \| \| \| \| \| \| \| \| \| \| \| \| \| \| \| \| \| \| \| \| \| \| 3. Mary O'Sullivan \| \| \| \| \| \| \| \| \| \| \| \| \| \| \| \| \| \| \| \| \| \| \| \| \| \| \| \| \| \| \| \| \| \| \| \| \| \| \| \| \| \| \| \| \| \| \| \| \| \| \| \| \| \| 28. Charles Henry Stokes \| \| \| \| \| \| \| \| \| \| \| \| \| \| \| \| \| \| \| \| \| \| \| \| \| \| \| \| \| \| \| \| \| \| \| \| \| \| \| \| \| \| \| \| \| \| \| \| \| \| \| \| \| \| 14. George Frederick Stokes \| \| \| \| \| \| \| \| \| \| \| \| \| \| \| \| \| \| \| \| \| \| \| \| \| \| \| \| \| \| \| \| \| \| \| \| \| \| \| \| \| \| \| \| \| \| \| \| \| \| \| \| \| \| 29. Maria Archer \| \| \| \| \| \| \| \| \| \| \| \| \| \| \| \| \| \| \| \| \| \| \| \| \| \| \| \| \| \| \| \| \| \| \| \| \| \| \| \| \| \| \| \| \| \| \| \| \| \| \| \| \| \| 7. Doris Emma Stokes \| \| \| \| \| \| \| \| \| \| \| \| \| \| \| \| \| \| \| \| \| \| \| \| \| \| \| \| \| \| \| \| \| \| \| \| \| \| \| \| \| \| \| \| \| \| \| \| \| \| \| \| \| \| 30. Alexander Saunders \| \| \| \| \| \| \| \| \| \| \| \| \| \| \| \| \| \| \| \| \| \| \| \| \| \| \| \| \| \| \| \| \| \| \| \| \| \| \| \| \| \| \| \| \| \| \| \| \| \| \| \| \| \| 15. Emma Saunders \| \| \| \| \| \| \| \| \| \| \| \| \| \| \| \| \| \| \| \| \| \| \| \| \| \| \| \| \| \| \| \| \| \| \| \| \| \| \| \| \| \| \| \| \| \| \| \| \| \| \| \| \| \| 31. Emma Lyne \| \| \| \| \| \| \| \| \| \| \| \| \| \| \| \| \| \| \| \| \| \| \| \| \| \| \| \| \| \| \| \| \| \| \| \| \| \| \| \| \| \| \| \| \| \| \| \| \| \| \| \| |                                         |  |  |  |  |  |  |  |  |  |  |  |  |  |  |  |
| |                                         |  |  |  |  |  |  |  |  |  |  |  |  |  |  |  |
| | 16. Theophilus Rhys-Jones               |  |  |  |  |  |  |  |  |  |  |  |  |  |  |  |
| |                                         |  |  |  |  |  |  |  |  |  |  |  |  |  |  |  |
| |                                         |  |  |  |  |  |  |  |  |  |  |  |  |  |  |  |
| | 8. Theophilius Rhys-Jones               |  |  |  |  |  |  |  |  |  |  |  |  |  |  |  |
| |                                         |  |  |  |  |  |  |  |  |  |  |  |  |  |  |  |
| |                                         |  |  |  |  |  |  |  |  |  |  |  |  |  |  |  |
| | 17. Emily Amelia Woods                  |  |  |  |  |  |  |  |  |  |  |  |  |  |  |  |
| |                                         |  |  |  |  |  |  |  |  |  |  |  |  |  |  |  |
| |                                         |  |  |  |  |  |  |  |  |  |  |  |  |  |  |  |
| | 4. Theophilius Rhys-Jones               |  |  |  |  |  |  |  |  |  |  |  |  |  |  |  |
| |                                         |  |  |  |  |  |  |  |  |  |  |  |  |  |  |  |
| |                                         |  |  |  |  |  |  |  |  |  |  |  |  |  |  |  |
| | 18. George Hunter Tait                  |  |  |  |  |  |  |  |  |  |  |  |  |  |  |  |
| |                                         |  |  |  |  |  |  |  |  |  |  |  |  |  |  |  |
| |                                         |  |  |  |  |  |  |  |  |  |  |  |  |  |  |  |
| | 9. Sarah Margaret Tait                  |  |  |  |  |  |  |  |  |  |  |  |  |  |  |  |
| |                                         |  |  |  |  |  |  |  |  |  |  |  |  |  |  |  |
| |                                         |  |  |  |  |  |  |  |  |  |  |  |  |  |  |  |
| | 19. Mary Jane N.                        |  |  |  |  |  |  |  |  |  |  |  |  |  |  |  |
| |                                         |  |  |  |  |  |  |  |  |  |  |  |  |  |  |  |
| |                                         |  |  |  |  |  |  |  |  |  |  |  |  |  |  |  |
| | 2. Christopher Bournes Rhys-Jones       |  |  |  |  |  |  |  |  |  |  |  |  |  |  |  |
| |                                         |  |  |  |  |  |  |  |  |  |  |  |  |  |  |  |
| |                                         |  |  |  |  |  |  |  |  |  |  |  |  |  |  |  |
| | 20. John Molesworth                     |  |  |  |  |  |  |  |  |  |  |  |  |  |  |  |
| |                                         |  |  |  |  |  |  |  |  |  |  |  |  |  |  |  |
| |                                         |  |  |  |  |  |  |  |  |  |  |  |  |  |  |  |
| | 10. Lawrence Teesdale Molesworth        |  |  |  |  |  |  |  |  |  |  |  |  |  |  |  |
| |                                         |  |  |  |  |  |  |  |  |  |  |  |  |  |  |  |
| |                                         |  |  |  |  |  |  |  |  |  |  |  |  |  |  |  |
| | 21. Mary Newall                         |  |  |  |  |  |  |  |  |  |  |  |  |  |  |  |
| |                                         |  |  |  |  |  |  |  |  |  |  |  |  |  |  |  |
| |                                         |  |  |  |  |  |  |  |  |  |  |  |  |  |  |  |
| | 5. Margaret Patricia Newall Molesworth  |  |  |  |  |  |  |  |  |  |  |  |  |  |  |  |
| |                                         |  |  |  |  |  |  |  |  |  |  |  |  |  |  |  |
| |                                         |  |  |  |  |  |  |  |  |  |  |  |  |  |  |  |
| | 22. George Smith Bournes                |  |  |  |  |  |  |  |  |  |  |  |  |  |  |  |
| |                                         |  |  |  |  |  |  |  |  |  |  |  |  |  |  |  |
| |                                         |  |  |  |  |  |  |  |  |  |  |  |  |  |  |  |
| | 11. Anna Maria Caroline Wallace Bournes |  |  |  |  |  |  |  |  |  |  |  |  |  |  |  |
| |                                         |  |  |  |  |  |  |  |  |  |  |  |  |  |  |  |
| |                                         |  |  |  |  |  |  |  |  |  |  |  |  |  |  |  |
| | 23. Elizabeth Hartley Isabella Wallace  |  |  |  |  |  |  |  |  |  |  |  |  |  |  |  |
| |                                         |  |  |  |  |  |  |  |  |  |  |  |  |  |  |  |
| |                                         |  |  |  |  |  |  |  |  |  |  |  |  |  |  |  |
| | 1. Sofía, duquesa de Edimburgo          |  |  |  |  |  |  |  |  |  |  |  |  |  |  |  |
| |                                         |  |  |  |  |  |  |  |  |  |  |  |  |  |  |  |
| |                                         |  |  |  |  |  |  |  |  |  |  |  |  |  |  |  |
| | 24. Cornelius O'Sullivan                |  |  |  |  |  |  |  |  |  |  |  |  |  |  |  |
| |                                         |  |  |  |  |  |  |  |  |  |  |  |  |  |  |  |
| |                                         |  |  |  |  |  |  |  |  |  |  |  |  |  |  |  |
| | 12. Michael O'Sullivan                  |  |  |  |  |  |  |  |  |  |  |  |  |  |  |  |
| |                                         |  |  |  |  |  |  |  |  |  |  |  |  |  |  |  |
| |                                         |  |  |  |  |  |  |  |  |  |  |  |  |  |  |  |
| | 25. Agnes McFeely                       |  |  |  |  |  |  |  |  |  |  |  |  |  |  |  |
| |                                         |  |  |  |  |  |  |  |  |  |  |  |  |  |  |  |
| |                                         |  |  |  |  |  |  |  |  |  |  |  |  |  |  |  |
| | 6. Cornelius Thomas O'Sullivan          |  |  |  |  |  |  |  |  |  |  |  |  |  |  |  |
| |                                         |  |  |  |  |  |  |  |  |  |  |  |  |  |  |  |
| |                                         |  |  |  |  |  |  |  |  |  |  |  |  |  |  |  |
| | 26. Daniel O'Connor                     |  |  |  |  |  |  |  |  |  |  |  |  |  |  |  |
| |                                         |  |  |  |  |  |  |  |  |  |  |  |  |  |  |  |
| |                                         |  |  |  |  |  |  |  |  |  |  |  |  |  |  |  |
| | 13. Mary Ann O'Connor                   |  |  |  |  |  |  |  |  |  |  |  |  |  |  |  |
| |                                         |  |  |  |  |  |  |  |  |  |  |  |  |  |  |  |
| |                                         |  |  |  |  |  |  |  |  |  |  |  |  |  |  |  |
| | 27. Bridget Power                       |  |  |  |  |  |  |  |  |  |  |  |  |  |  |  |
| |                                         |  |  |  |  |  |  |  |  |  |  |  |  |  |  |  |
| |                                         |  |  |  |  |  |  |  |  |  |  |  |  |  |  |  |
| | 3. Mary O'Sullivan                      |  |  |  |  |  |  |  |  |  |  |  |  |  |  |  |
| |                                         |  |  |  |  |  |  |  |  |  |  |  |  |  |  |  |
| |                                         |  |  |  |  |  |  |  |  |  |  |  |  |  |  |  |
| | 28. Charles Henry Stokes                |  |  |  |  |  |  |  |  |  |  |  |  |  |  |  |
| |                                         |  |  |  |  |  |  |  |  |  |  |  |  |  |  |  |
| |                                         |  |  |  |  |  |  |  |  |  |  |  |  |  |  |  |
| | 14. George Frederick Stokes             |  |  |  |  |  |  |  |  |  |  |  |  |  |  |  |
| |                                         |  |  |  |  |  |  |  |  |  |  |  |  |  |  |  |
| |                                         |  |  |  |  |  |  |  |  |  |  |  |  |  |  |  |
| | 29. Maria Archer                        |  |  |  |  |  |  |  |  |  |  |  |  |  |  |  |
| |                                         |  |  |  |  |  |  |  |  |  |  |  |  |  |  |  |
| |                                         |  |  |  |  |  |  |  |  |  |  |  |  |  |  |  |
| | 7. Doris Emma Stokes                    |  |  |  |  |  |  |  |  |  |  |  |  |  |  |  |
| |                                         |  |  |  |  |  |  |  |  |  |  |  |  |  |  |  |
| |                                         |  |  |  |  |  |  |  |  |  |  |  |  |  |  |  |
| | 30. Alexander Saunders                  |  |  |  |  |  |  |  |  |  |  |  |  |  |  |  |
| |                                         |  |  |  |  |  |  |  |  |  |  |  |  |  |  |  |
| |                                         |  |  |  |  |  |  |  |  |  |  |  |  |  |  |  |
| | 15. Emma Saunders                       |  |  |  |  |  |  |  |  |  |  |  |  |  |  |  |
| |                                         |  |  |  |  |  |  |  |  |  |  |  |  |  |  |  |
| |                                         |  |  |  |  |  |  |  |  |  |  |  |  |  |  |  |
| | 31. Emma Lyne                           |  |  |  |  |  |  |  |  |  |  |  |  |  |  |  |
| |                                         |  |  |  |  |  |  |  |  |  |  |  |  |  |  |  |
| |                                         |  |  |  |  |  |  |  |  |  |  |  |  |  |  |  |